# 昂代尔奈
昂代尔奈（法語：Andernay，法語發音：[ɑ̃dɛʁnɛ]）是法国默兹省的一个市镇，位于该省西南部，属于巴勒迪克区。

## 地理
昂代尔奈（48°47'28"N, 4°57'18"E）面积4.32 平方千米，位于法国大東部大區默兹省，该省份为法国西北部内陆省份，北与比利时接壤，西接马恩省和阿登省，南至上马恩省和孚日省，东临默尔特-摩泽尔省。
与昂代尔奈接壤的市镇（或旧市镇、城区）包括：塞迈兹莱班、孔特里松、莫涅维尔。

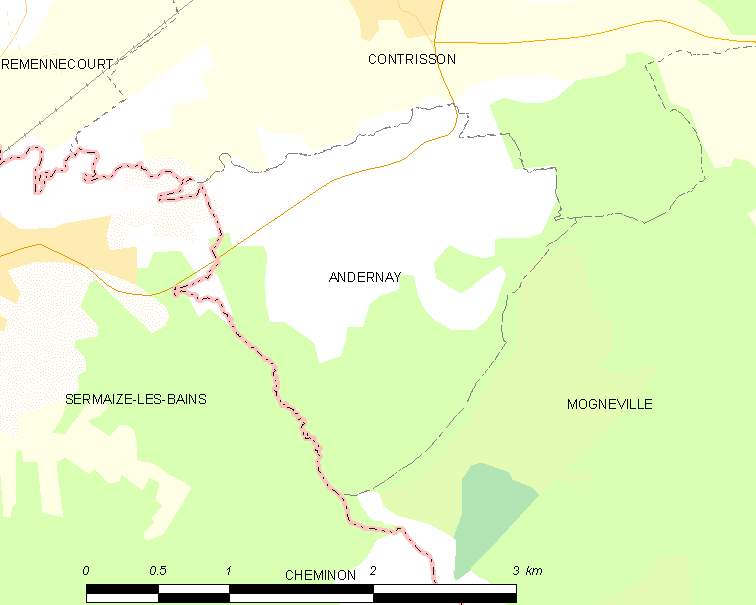
昂代尔奈的OSM定位图

昂代尔奈的时区为UTC+01:00、UTC+02:00（夏令时）。

## 行政
昂代尔奈的邮政编码为55800，INSEE市镇编码为55011。

## 政治
昂代尔奈所属的省级选区为奥尔南河畔勒维尼县。

## 人口

1962-2008年间昂代尔奈人口变化图示

昂代尔奈于2022年1月1日时的人口数量为243人。